# Шевченко (Луганская область)
Шевченко (укр. Шевченко) — село в Кременском районе Луганской области Украины. Входит в Булгаковский сельский совет.
Население по переписи 2001 года составляло 60 человек. Почтовый индекс — 92930. Телефонный код — 6454. Занимает площадь 0,403 км². Код КОАТУУ — 4421680703.

## Местный совет
92930, Луганська обл., Кремінський р-н, с. Булгаківка, вул. Совєтська  (укр.)